# ビストロ・コウタシリーズ
『ビストロ・コウタ』シリーズは、2008年に発売された拓未司の推理小説のシリーズ。

## シリーズ作品
- 『禁断のパンダ』（2008年1月 宝島社 / 2009年10月 宝島社文庫【上・下】）
- 『蜜蜂のデザート』（2008年12月 宝島社 / 2011年8月 宝島社文庫）

## 各話ストーリー
禁断のパンダ
ある日、神戸でフレンチスタイルのビストロレストランを営む料理人である柴山幸太は、妊娠8カ月妻の綾香と共に、彼女の友人の美佐と木下貴史との結婚披露宴に出席し、貴史の祖父である中島という老人と知り合いになる。その中島は人間離れした味覚を持つ有名な料理評論家であった。披露宴での会話を通じて、幸太は中島に料理人としてのセンスを認められ、その結果、中島が幸太のビストロを訪問することになる。一方、幸太が中島と知り合った翌日、神戸ポートタワーで一人の男性の刺殺体が発見された。捜査に乗り出した兵庫県警捜査第一課の青山は、木下貴史の父・義明が営む会社に被害者が勤務していたことをつかむ。さらには義明も失踪していることを知るが…。
蜜蜂のデザート
『禁断のパンダ』から3年。幸太の店はいつも賑わっていたが、誰もが料理の味を絶賛する一方で、デザートの感想を語ってくれない。不満を抱いた彼はデザートに力を入れようと、持ち前の探究心で新感覚スイーツの開発を目指すが、そのために思わぬ事件に巻き込まれることに…。ひとりの女の人生を狂わせた、とあるパティスリーで発生した食中毒事件。その裏には…。

## 主な登場人物
柴山幸太
本シリーズの主人公。神戸でフレンチスタイルのビストロレストラン〈ビストロ・コウタ〉のオーナーシェフ。関西屈指のフレンチレストランである〈アッシュ〉で7年間修業を積み、25歳の時に現在の店を独立開業した。
柴山綾香
幸太の妻。〈ビストロ・コウタ〉の元常連客。アルバイトのホールスタッフが不在の時には、ホールに立つ事もある。
青山篤志
兵庫県警本部の刑事
本多
青山の上司

## その他
- 2012年『蜜蜂のデザート』が超再現!ミステリーに起用される